# Karl Wilhelm Valentiner
Karl Wilhelm Friedrich Johannes Valentiner, född 22 februari 1845 i Eckernförde, död 1 april 1931 i Berlebeck vid Detmold, var en tysk astronom. Han var sonson till Friedrich Valentiner, måg till Carl Richard Lepsius samt far till Siegfried Valentiner och Wilhelm Reinhold Valentiner.
Valentiner studerade astronomi i Berlin, blev 1869 assistent vid observatoriet i Leiden, 1875 direktör för observatoriet i Mannheim, som 1880 flyttades till Karlsruhe och 1896 till Heidelberg. Han var till 1909 direktör för den astronomiska avdelningen av observatoriet på Königstuhl och professor i astronomi vid Heidelbergs universitet.
I Mannheim var Valentiner främst verksam med uppmätning av stjärnhopar (Mikrometrische Ausmessung von Sternhaufen, Karlsruhe 1879), i Karlsruhe med att utarbeta en stjärnkatalog; observationerna utfördes 1882–94 och meddelades i "Veröffentlichungen der Sternwarte in Karlsruhe", I, II, IV, V (Karlsruhe 1884–96); katalogen publicerades i "Veröffentlichungen der Sternwarte zu Heidelberg" (Astronomisches Institut, II, Karlsruhe 1903). 
Av Valentiners övriga publikationer kan nämnas Beiträge zur kürzesten und zweckmässigsten Behandlung geografischer Ortsbestimmungen (1869), Briefe von C.F. Gauss an B. Nicolai (1877), hans bearbetning av R. Barrys observationer (R. Barry, Fixsternbeobachtungen, I, Mannheim 1878) och publicerande av Eduard Schönfelds i Mannheim 1865–75 utförda observationer av variabla stjärnor ("Veröffentlichungen der Sternwarte zu Heidelberg", I, Karlsruhe 1900) samt hans redaktion av Handwörterbuch der Astronomie, I–IV (Breslau 1897–1901, Leipzig 1902), i vilken han förutom en del mindre artiklar skrev en större, Sternbilder. 
Som direktör för de ovanämnda observatorierna utgav Valentiner, förutom de nämnda publikationerna, även Mittheilungen der Sternwarte zu Heidelberg, I–XVIII (1901–09), Veröffentlichungen, III–V (1904–17). I facktidskrifter publicerade han talrika beräkningar och observationer av asteroider och kometer. Av mer populär art är hans Astronomische Bilder (Leipzig 1881) och Der gestirnte Himmel (Stuttgart 1887). År 1874 ledde han den tyska Venusexpeditionen till Yantai i Kina.